# Опера у Ослу
Опера у Ослу (норв. Operahuset) је дом Норвешке националне опере и балета и Националног позоришта у Норвешкој. Зграда се налази у четврти Бјервика у централном Ослу, на врху Ослофјорда. Опером управља Statsbygg, владина агенција која управља имовином норвешке владе. Грађевина садржи 1.100 просторија са укупном површином од 49 000 м2. Главно гледалиште може да прими 1.364, а две друге сцене за представе могу да приме 200 односно 400 гледалаца. Главна сцена је широка 16 м и дубока 40 м. Спољне површине зграде обложене су мермером из Караре у Италији и белим гранитом тако да изгледа као да се зграда подиже из воде. То је највећа културна грађевина изграђена у Норвешкој откако је катедрала Нидарос завршена око 1300.

## Историја
Године 1999, након дуге националне расправе, норвешко законодавно тело одлучило је да изгради нову зграду опере у граду. Одржано је такмичење за пројектно решење и од 350 пристиглих пријава судије су изабрале норвешку архитектонску фирму Snøhetta. Изградња је почела 2003. године, а завршена је 2007. године, пре рока и са 300 милиона НОК (~ 52 милиона УС долара) испод буџета од 4,4 милијарди норвешких круна (~ 760 милиона УС долара). Свечаном отварању 12. априла 2008. године присуствовали су Његово Величанство Краљ Харалд, краљица Маргарета II Данска, председница Финске, Тарја Халонен, и другим лидери. Током прве године рада, 1,3 милиона људи прошло је кроз врата зграде.
Опера је освојила награду за културу на Светском фестивалу архитектуре у Барселони у октобру 2008. и Награду Европске уније за савремену архитектуру 2009. године.

## Зграда
Кров зграде пада према нивоу тла, стварајући велику површину која омогућава пешацима да се прошетају и уживају у панорамском погледу на Осло. Иако је већи део зграде прекривен белим гранитом и La Facciata, белим италијанским мермером из Караре, сценска кула је пресвучена белим алуминијумом, према пројекту компаније Løvaas & Wagle, који подсећа на старе узорке ткања.
Предворје је окружено прозорима висине 15 м, са минималним оквиром и посебним стаклом које омогућава максималан поглед на воду. Кров је подупрт танким угаоним стубовима такође дизајнираним да не ометају поглед.
Унутрашње површине су прекривене храстом како би у простор унели топлину за разлику од хладноће беле спољашњости. Главно гледалиште је облика потковице и осветљено је овалним лустером који садржи 5.800 ручно рађених кристала. Седишта укључују мониторе за електронски систем либрета, омогућавајући публици да прате оригинални либрето на норвешком и енглеском језику, поред оригиналног.

## Уметност
За унутрашњост и спољашњост Опере наручено је неколико уметничких пројеката. Најуочљивија је She Lies, скулптура коју је Моника Бонвићини направила од нерђајућег челика и стаклених плоча. Трајно је постављена на бетонској платформи у фјорду у близини Опере и плута водом, крећући се зависно од плиме и ветра, стално мењајући изглед пред посматрачима. Дело је открило Њено Величанство краљица Сонја 11. маја 2010.
Перфорирани зидни панел који покрива кровне носаче у предворју дизајнирао је Олафур Елиасон. Има шестоугаони отвор и осветљен је одоздо и позади да би створио илузију топљења леда. Међу осталим уметницима који су учествовали у изградњи су Кристијан Блистад, Јорун Санес и Кале Груде, који су дизајнирали облик плочника на предњем делу и крову; Бодил Фуру и Трине Лисе Недреас, који су креирали филмски и видео пројекат; Марте Аас, Талеив Таро Манум, Том Сандберг, Герд Тинглум и Нина Витошек Фицпатрик, који су креирали уметничку књигу Site Seeing; и Линус Елмес и Лудвиг Лофгрен, који су створили камен фундамента.
Главна сценска завеса дело је Пае Вајта који ју је дизајнирао да изгледа попут згужване алуминијумске фолије. Вајт је скенирао згужвани комад фолије у рачунар који је информације превео на разбој који је ткао завесу од вуне, памука и полиестера како би се створио тродимензионални ефекат. Завесу је произвела немачка компанија за позоришну опрему Gerriets GmbH. Готова завеса је широка 23 м, висока 11 м и тешка 500 кг.

### Галерија
- Предворје Опере
- Предворје виђено са балкона
- Декорација Олафура Елиасона у фоајеу
- Ентеријер зграде Опере
- Гледалиште
- Скулптура She Lies испред Опере